# João Vieira Pinto
João Manuel Vieira Pinto (Porto, 19 augustus 1971) is een Portugees oud-voetballer. Hij was driemaal op rij Portugees voetballer van het jaar: 1992, 1993 en 1994.
Hij werd internationaal bekend als sleutelspeler van de 'gouden generatie' van het Portugees voetbalelftal, dat in 1989 en 1991 het wereldkampioenschap voetbal onder 20 won.
Pinto speelde vrijwel zijn gehele clubloopbaan in eigen land, onder meer bij Boavista, Benfica en Sporting Portugal. Zijn carrière sloot hij in 2008 af bij SC Braga.